# 桜井久昭
桜井 久昭（さくらい ひさてる、1951年9月2日 - ）は、日本競輪選手会・東京支部に在籍していた元競輪選手。明治高校出身、日本競輪学校第28期生。
1971年2月11日、京王閣競輪場でデビューし1着。1975年の競輪王決勝戦において、久保千代志の番手から直線抜け出し優勝した。2009年1月15日、選手登録削除。通算戦績3068戦467勝。記念競輪13回優勝。